# Kristin Otto
Kristin Otto (ur. 7 lutego 1966 w Lipsku) – wschodnioniemiecka pływaczka, medalistka olimpijska, mistrzostw świata i Europy, rekordzistka świata.
Obecnie jest dziennikarką ZDF.
Jest jedną z ofiar programu dopingowego stosowanego w latach 1976–1988 przez trenerów NRD.
Odpowiedzialnymi za wdrożenie w życie programu dopingowego uznano dwóch działaczy sportowych. Manfred Ewald, szef federacji sportowej i Manfred Höppner odpowiedzialny za medycynę sportową w latach 80., skazani zostali odpowiednio na 22 i 10 miesięcy więzienia w zawieszeniu. Trenerzy wmawiali zawodnikom, że zażywają witaminy i sole mineralne.

## Rekordy świata
| Data             | Miejsce   | Basen      | Konkurencja           | Rezultat    | Status                            |
| ---------------- | --------- | ---------- | --------------------- | ----------- | --------------------------------- |
| 19 sierpnia 1986 | Madryt    | 50 metrowy | 100 m stylem dowolnym | 54.73 s     | do 1 marca 1992 Jenny Thompson    |
| 23 maja 1984     | Magdeburg | 50 metrowy | 200 m stylem zmiennym | 1:57.75 min | do 18 czerwca 1986 Jenny Thompson |

## Wyróżnienia
- 1984, 1986, 1988: Najlepsza Pływaczka Roku w Europie
- 1984, 1986, 1988: Najlepsza Pływaczka Roku na Świecie